# 10102 Digerhuvud
10102 Digerhuvud este un asteroid din centura principală de asteroizi.

## Descriere
10102 Digerhuvud este un asteroid din centura principală de asteroizi. A fost descoperit pe 29 februarie 1992 la Observatorul La Silla în cadrul programului UESAC. Asteroidul prezintă o orbită caracterizată de o semiaxă mare de 2,42 ua, o excentricitate de 0,13 și o înclinație de 1,8° în raport cu ecliptica.